# Josef Csaplár
Josef Csaplár (ur. 29 października 1962) – czeski piłkarz i trener piłkarski. Absolwent Uniwersytetu Karola w Pradze na wydziale kultury fizycznej i sportu. Obecnie jeden ze skautów Wisły Kraków.

## Kariera piłkarska
Josef Csaplár karierę piłkarską rozpoczął w wieku 12 lat w klubie Spartak Příbram. Grał tam do 1979 kiedy to przeniósł się do UD Příbram. W sezonie 1985/86 grał w Sklo Union Teplice. W latach 1986–1987 grał w zespołach VTJ Tábor oraz VTJ Karlovy Vary. Następnie w sezonie 1987/88 powrócił do Sklo Union Teplice, aby w następnym sezonie reprezentować barwy SK Rakovník. W kolejnym sezonie Csaplár ponownie reprezentował barwy Sklo Union Teplice, gdzie grał do 1992 roku. Karierę zakończył w zespole TSV Waldkirchen, gdzie grał do 1996.

## Kariera trenerska
Jako trener największe sukcesy świętował z reprezentacją młodzieżową Czech U-18, z którą na Mistrzostwach Europy w Finlandii w 2001 roku wywalczył wicemistrzostwo przegrywając w finale z reprezentacją Polski prowadzoną przez Michała Globisza 1:3.

Jako trener klubowy doprowadził Slovan Liberec w 2002 roku do mistrzostwa Czech. Z zespołami Marili Příbram i Slovana Liberec awansował do Pucharu UEFA. W Polsce od 2 listopada 2005 do 23 kwietnia 2007 roku był szkoleniowcem Wisły Płock. Następnie przez 3 miesiące (od września do listopada 2008) trenował Viktorię Žižkov. Był także skautem Evertonu.

## Sukcesy trenerskie
- wicemistrzostwo Europy U-18 w 2001 roku z reprezentacją Czech
- mistrzostwo Czech z Slovanem Liberec w 2002 roku
- Puchar Polski w 2006 roku z Wisłą Płock (pierwszy w historii klubu)
- Superpuchar Polski z Wisłą Płock w 2006 roku (pierwszy w historii klubu)